# Gedeó
Segons la Bíblia, Jerubaal més conegut com a Gedeó (en hebreu, גִּדְעוֹן בן-יהואש Gidôn ben Yehoash (גִּדְעוֹן,  Gid'on, Giḏʻôn), "destructor", "guerrer poderós") va ser un jutge d'Israel que alliberà el seu poble de l'opressió dels madianites.

## Relat bíblic
Durant quaranta anys després de Dèbora hi hagué pau a Palestina fins que Madian ocupà Israel. Després de set anys d'ocupació, el poble d'Israel es veia amenaçat pels madianites, els amalequites i els ismaelites. Hi havia un home humil anomenat Gedeó, fill de Joaix i pertanyent a la tribu de Manassès, que vivia a Ofrà amb el seu fill Jèter.
Un bon dia un àngel s'aparegué a Gedeó perquè dirigís el poble d'Israel contra els invasors. El primer que va fer va ser enderrocar un altar al déu Baal que hi havia al seu poble d'Ofrà. La gent del poble s'enfadà amb ell, ja que temien un càstig per part dels madianites per això, Gedeó va marxar del poble, acampant als afores i va començar a reclutar gent per formar un exèrcit d'alliberament, en total van arribar vint-i-dos mil homes però Jahvè li ordenà que reduís l'exèrcit. I així Gedeó se n'anà a enfrontar-se als enemics amb tan sols tres-cents homes.
Van arribar al campament enemic de nit i tots els guerrers duien un corn i una torxa encesa dins d'una gerra buida. Van rodejar completament el campament i van tocar els corns i van trencar les gerres. Els enemics, mig endormiscats, es van despertar sobtadament i van veure un munt de llums per totes bandes i un soroll eixordador. El pànic va aclaparar el campament i es van començar a matar entre ells. Finalment, l'exèrcit israelita va acabar d'aniquilar tots els enemics i gairebé va exterminar tots els madianites.
Els homes de Gedeó van castigar durament les ciutats de Sucot i Penuel, que no van voler alçar-se contra els invasors. En finir les batalles, els representants de les tribus d'Israel van demanar a Gedeó que fos el seu cap però ell s'hi va negar. Aleshores ho van demanar al seu primogènit Jèter, però també refusà l'oferiment.
Gedeó i el seu fill es van retirar a Ofrà d'on gaudiren de la pau i la prosperitat que regnà sobre tot Israel durant quaranta anys. Va tenir setanta fills de les seves dones i amb una concubina va tenir Abimèlec. Va morir de vellesa, tranquil·lament i serena, a casa seva, rodejat de la seva família.

## Imatges

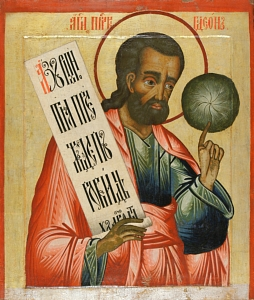
Icona russa de Gedeó
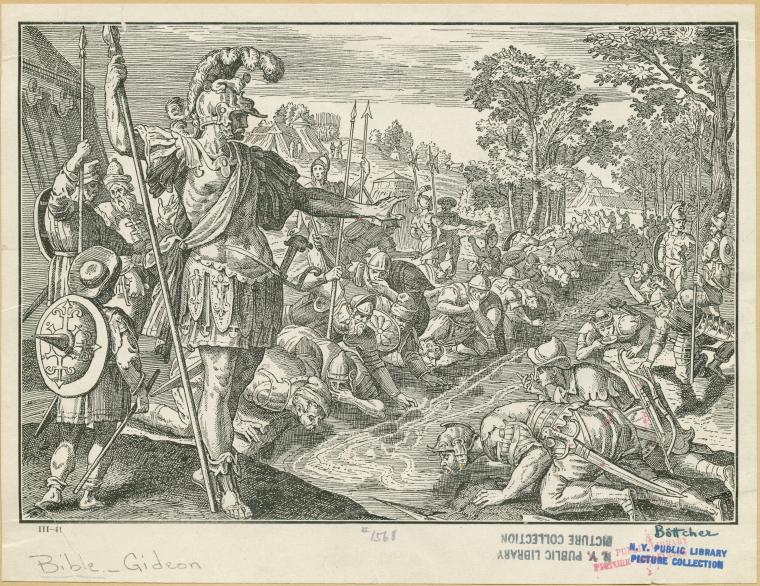
Gedeó tria els soldats, gravat de C. Eduard Böttcher, s. XVII
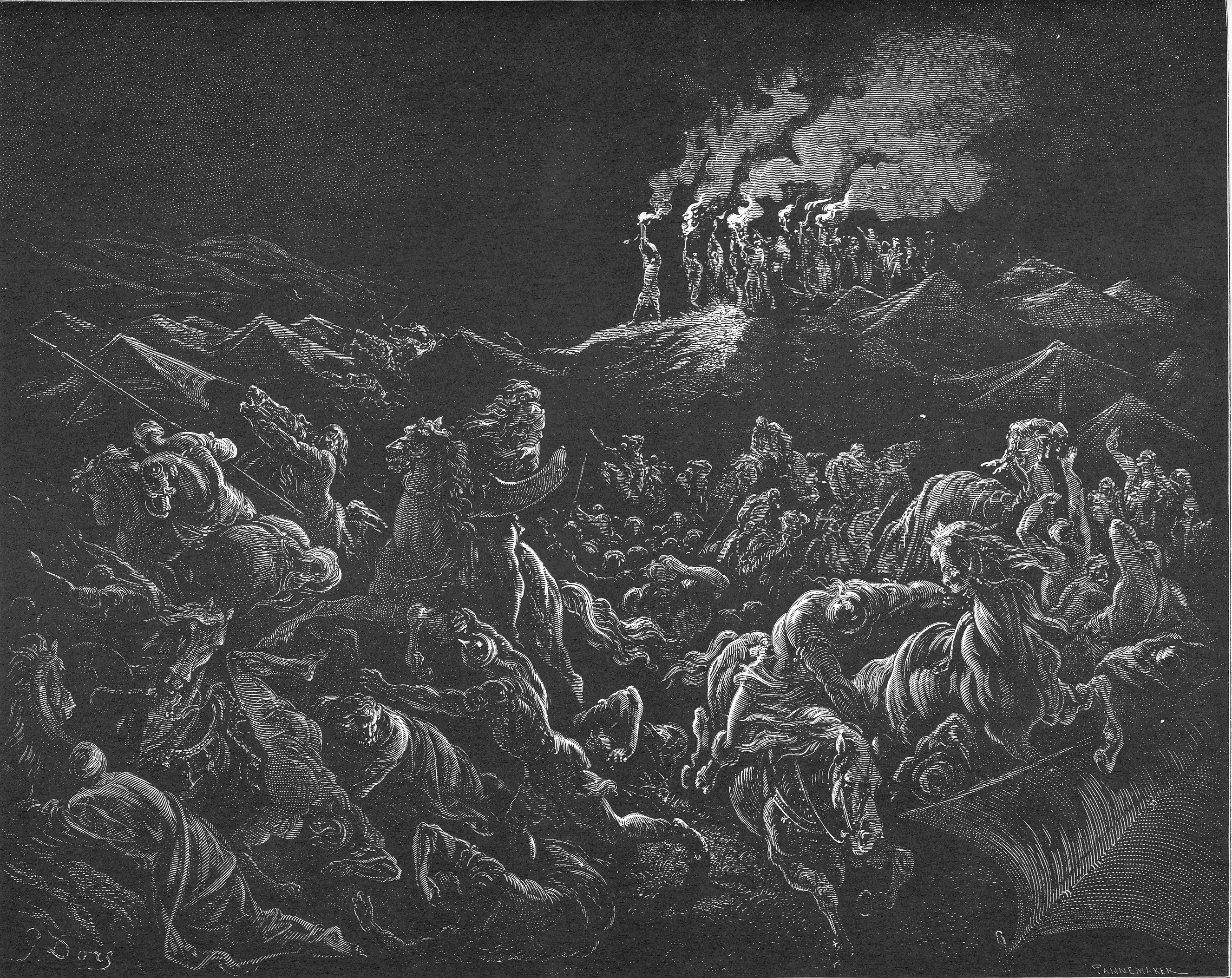
Derrota dels madianites, gravat de Gustave Doré, 1866

### El velló i la rosada
Quan l'àngel comunicà a Gedeó la voluntat de Déu, Gedeó, insegur, va dubtar-ne i demanà a Déu un miracle que servís de prova. Va col·locar un velló d'ovella al mig del camp i l'endemà al matí, la rosada només s'havia posat en el velló, deixant eixut el terra i qualsevol altre objecte: va eixugar-lo i va poder omplir un càntir amb l'aigua de la rosada del velló. Com a segona prova, va tornar a deixar el velló una nit més i, l'endemà al matí, la trobà al contrari: tot el terra era humit i el velló completament sec.

## Veneració
La cristiandat occidental i ortodoxa veu en el velló de Gedeó un precedent de l'Anunciació: el velló simbolitza Maria i la rosada és símbol de Crist.
Gedeó és venerat com a sant per l'Església Ortodoxa, que el celebra el 26 de setembre (segons el calendari julià), que correspon al 9 d'octubre del calendari gregorià. Amb altres figures veterotestamentàries també és commemorat el Diumenge dels Sants Pares (el diumenge anterior al Nadal).
L'Església Apostòlica Armènia el celebra el 30 de juliol. Al Martirologi romà, amb Josuè, se celebra l'1 de setembre.